# Playmobil Interactive
Playmobil Interactive ist eine vom deutschen Unternehmen geobra Brandstätter verwendete Marke, welche hauptsächlich Videospiele, seltener auch DVDs und Kurzfilme bezeichnet, die auf ihrer Playmobil-Produktlinie an Spielzeugen basieren. Die Spiele selbst werden hierbei von verschiedenen Studios entwickelt.

## Geschichte
Bereits 1995 wurden erste Konzepte zu Playmobil-Videospielen von Ubisoft erarbeitet. Als diese dann im Februar 1998 von Ubisoft-Vizepräsident Alain Tascan auf der Nürnberger Spielwarenmesse dem Playmobil-Besitzer Hans Brandstätter vorgeführt wurden, entschied dieser sich dazu, bereits laufende Verhandlungen mit einem nicht bekannten Spieleentwickler (Gerüchten zufolge Psygnosis Limited) zugunsten Ubisofts zu verwerfen. Die beiden Unternehmen hofften unter anderem auf Synergie-Effekte beim Marketing. Weiterhin beharrte geobra Brandstätter während der Entwicklung der Playmobil Interactive Reihe stets sehr darauf, dass die Spiele sich stark an der Vorlage orientieren sollten. So war es etwa Teil der Lizenzvereinbarungen, dass Form und Farbgebung jedes einzelnen Playmobil-Elements abgesegnet werden mussten.
Nach der Veröffentlichung von Playmobil Piraten (2012) wurde das Label aus bislang unbekannten Gründen aufgegeben. Obwohl nach diesem Zeitpunkt noch weitere Videospiele im Playmobil-Stil erschienen, meist Casual Games (etwa 3D-Auto-Runner) für Smartphones oder als Browserspiel, wurde mit Ausnahme des 2015er Kaboom! die Unterkategorisierung „Interactive“ aus jeglichen Titeln und Logos gestrichen.

## Liste von Spielen

### Ubisoft-Trilogie
Die ersten Spiele unter dem „Playmobil Interactive“-Label, produziert von Ubisoft mit höheren Budgets als spätere Titel.
| Titel                                 | Details | Kurzbeschreibung |
| ------------------------------------- | --- | --- |
| Laura und das Geheimnis der Diamanten | Systeme: - Windows 95/98 – 1999 - Game Boy Color – 2000                                                                                       | In diesem dreidimensionalen Adventure-Titel ist es Lauras Aufgabe, mithilfe eines magischen sprechenden Diamanten die Probleme anderer Bewohner eines „Playmobil Dollhouse“-Sets durch das Finden und Transportieren verschiedener Gegenstände zu lösen. In der Game-Boy-Color-Version ist die gleiche Prämisse in der Vogelperspektive umgesetzt; allerdings muss hier zur Problemlösung jeweils eines von 10 Minispielen bewältigt werden. |
| Laura und das Geheimnis der Diamanten | Notizen: - PC-Version entwickelt von Ubisoft Montreal - GBC-Version entwickelt von Planet Interactive - Veröffentlicht von Ubisoft            | In diesem dreidimensionalen Adventure-Titel ist es Lauras Aufgabe, mithilfe eines magischen sprechenden Diamanten die Probleme anderer Bewohner eines „Playmobil Dollhouse“-Sets durch das Finden und Transportieren verschiedener Gegenstände zu lösen. In der Game-Boy-Color-Version ist die gleiche Prämisse in der Vogelperspektive umgesetzt; allerdings muss hier zur Problemlösung jeweils eines von 10 Minispielen bewältigt werden. |
| Alex auf dem Bauernhof                | Systeme: - Windows 95/98 – 1999 | Um seinen Traum eines eigenen großen Bauernhofs wie des seines Vaters zu verwirklichen, muss sich Alex in diesem Spiel ins Landleben einfinden. Dies geschieht durch das Aufsuchen verschiedener Orte und dem Bewältigen von Minispielen in drei verschiedenen Schwierigkeitsstufen. |
| Alex auf dem Bauernhof                | Notizen: - Entwickelt von Ubisoft Montreal - Veröffentlicht von Ubisoft                                                                       | Um seinen Traum eines eigenen großen Bauernhofs wie des seines Vaters zu verwirklichen, muss sich Alex in diesem Spiel ins Landleben einfinden. Dies geschieht durch das Aufsuchen verschiedener Orte und dem Bewältigen von Minispielen in drei verschiedenen Schwierigkeitsstufen. |
| Hype: The Time Quest                  | Systeme: - Nintendo 64 – 1999 (unveröffentlicht) - Windows 95/98 – 1999 - Game Boy Color – 2000 - PlayStation 2 – 2001                        | Ein 3D-Action-Adventure, in welchem der Spieler dem durch schwarze Magie in die Vergangenheit verbannten Playmobil-Männchen Hype dabei helfen muss, sich durch Rätsel und Gegner zurück in seine Epoche zu kämpfen. Bei der Game-Boy-Color-Version handelt es sich um ein 2D-Jump 'n' Run, bei dem Schlüsselgegenstände am Ende eines Levels erreicht und anschließend in einer Stadt verwendet werden müssen, um Fortschritt zu erzielen.   |
| Hype: The Time Quest                  | Notizen: - PC- und PS2-Versionen entwickelt von Ubisoft Montreal - GBC-Version entwickelt von Planet Interactive - Veröffentlicht von Ubisoft | Ein 3D-Action-Adventure, in welchem der Spieler dem durch schwarze Magie in die Vergangenheit verbannten Playmobil-Männchen Hype dabei helfen muss, sich durch Rätsel und Gegner zurück in seine Epoche zu kämpfen. Bei der Game-Boy-Color-Version handelt es sich um ein 2D-Jump 'n' Run, bei dem Schlüsselgegenstände am Ende eines Levels erreicht und anschließend in einer Stadt verwendet werden müssen, um Fortschritt zu erzielen.   |

### „Laura und Alex“-Adventure
Eine Reihe von simplen Spielen im Adventure-Genre, welche die beiden fiktiven Playmobil-Kinder Laura und Alex in verschiedenen – auf Playmobil-Sets basierenden – Szenarien zeigen. Häufig soll hierbei Wissen zu den tatsächlichen Hintergründen dieser Szenarien vermittelt werden.
| Titel                                                          | Details                                                                       | Kurzbeschreibung |
| -------------------------------------------------------------- | ----------------------------------------------------------------------------- | --- |
| Gefangen in der Drachenfestung: Laura und Alex bei den Rittern | Systeme: - Windows 98/2000/Me/XP/Vista – 2004 - MacOS – 2004                  | Nachdem Laura durch Zauberer Grimmbart entführt wurde, liegt es an Alex, sie in diesem Point-and-Click-Adventure mit Umwegen über viele kleinere Aufgaben in Form von Minispielen zu befreien.                            |
| Gefangen in der Drachenfestung: Laura und Alex bei den Rittern | Notizen: - Entwickelt von Morgen Studios - Veröffentlicht von Kiddinx         | Nachdem Laura durch Zauberer Grimmbart entführt wurde, liegt es an Alex, sie in diesem Point-and-Click-Adventure mit Umwegen über viele kleinere Aufgaben in Form von Minispielen zu befreien.                            |
| Die große Schatzsuche: Laura und Alex bei den Piraten          | Systeme: - Windows 98/NT 4.0/2000/Me/XP – 2005 - MacOS – 2005                 | Spielerisch ähnlich zum Vorgänger, doch nun basierend auf dem Piraten-Set von Playmobil. Der Spieler muss hier die beiden namhaften Protagonisten bei ihrer Übernahme des Kommandos auf einem Piratenschiff unterstützen. |
| Die große Schatzsuche: Laura und Alex bei den Piraten          | Notizen: - Entwickelt von Morgen Studios - Veröffentlicht von Kiddinx         | Spielerisch ähnlich zum Vorgänger, doch nun basierend auf dem Piraten-Set von Playmobil. Der Spieler muss hier die beiden namhaften Protagonisten bei ihrer Übernahme des Kommandos auf einem Piratenschiff unterstützen. |
| Alarm! – Großeinsatz für Laura und Alex                        | Systeme: - Windows 98/2000/Me/XP/Vista – 2007 - MacOS – 2007                  | Dieser Titel greift Teile von Playmobils „City Life“-Set auf, um Spielern in ähnlicher Manier zu den vorangegangenen Titeln einen Eindruck der Funktionsweise von Feuerwehr-Einheiten zu vermitteln.                      |
| Alarm! – Großeinsatz für Laura und Alex                        | Notizen: - Entwickelt von Morgen Studios - Veröffentlicht von HMH Interactive | Dieser Titel greift Teile von Playmobils „City Life“-Set auf, um Spielern in ähnlicher Manier zu den vorangegangenen Titeln einen Eindruck der Funktionsweise von Feuerwehr-Einheiten zu vermitteln.                      |
| Vorsicht Baustelle! – Laura und Alex bauen ein Haus            | Systeme: - Windows 98/2000/Me/XP/Vista – 2007 - MacOS – 2007                  | Im vierten Teil der Adventure-Reihe bieten Laura und Alex einem verzweifelten Bauleiter ihre Hilfe auf einem „City Life“-Set an, was sich spielerisch in diversen Minispielen mit einem Baustellen-Thema niederschlägt.   |
| Vorsicht Baustelle! – Laura und Alex bauen ein Haus            | Notizen: - Entwickelt von Morgen Studios - Veröffentlicht von HMH Interactive | Im vierten Teil der Adventure-Reihe bieten Laura und Alex einem verzweifelten Bauleiter ihre Hilfe auf einem „City Life“-Set an, was sich spielerisch in diversen Minispielen mit einem Baustellen-Thema niederschlägt.   |

### DS-Plattformer
Drei Spiele, welche exklusiv für den Nintendo DS veröffentlicht wurden. Spieler müssen zweidimensionale Jump-’n’-Run-Passagen durchqueren, um Missionen zu absolvieren, Ressourcen zu sammeln und diese anschließend bei NPCs gegen weitere Möglichkeiten zum Spielfortschritt eintauschen.
| Titel                       | Details                                                                       | Kurzbeschreibung |
| --------------------------- | ----------------------------------------------------------------------------- | --- |
| Piraten – Volle Breitseite! | Systeme: - Nintendo DS – 2008                                                 | In der Rolle des fiktiven Pirats Einauge stellen sich Spieler in diesem Adventure-Titel einer Vielzahl an Missionen in 2D-Jump-’n’-Run-Passagen mit dem Ziel, genügend Gold und andere Ressourcen zu erlangen, um eine entführte Meerjungfrau zu retten.                                                  |
| Piraten – Volle Breitseite! | Notizen: - Entwickelt von Morgen Studios - Veröffentlicht von HMH Interactive | In der Rolle des fiktiven Pirats Einauge stellen sich Spieler in diesem Adventure-Titel einer Vielzahl an Missionen in 2D-Jump-’n’-Run-Passagen mit dem Ziel, genügend Gold und andere Ressourcen zu erlangen, um eine entführte Meerjungfrau zu retten.                                                  |
| Ritter – Helden in Rüstung  | Systeme: - Nintendo DS – 2009                                                 | Um einen Fluch zu brechen, welcher das Königreich mit starken Regenfällen zu überschwemmen droht, wird Robert der Rübenbauer zum Ritter geschlagen und muss in über 90 Missionen (erneut in Form eines 2D-Jump ’n’ Run) gegen feindliche Drachenritter und den bösen Zauberer Bodo der Finstere antreten. |
| Ritter – Helden in Rüstung  | Notizen: - Entwickelt von Morgen Studios - Veröffentlicht von HMH Interactive | Um einen Fluch zu brechen, welcher das Königreich mit starken Regenfällen zu überschwemmen droht, wird Robert der Rübenbauer zum Ritter geschlagen und muss in über 90 Missionen (erneut in Form eines 2D-Jump ’n’ Run) gegen feindliche Drachenritter und den bösen Zauberer Bodo der Finstere antreten. |
| Top Agents                  | Systeme: - Nintendo DS – 2010                                                 | Dieses vonseiten des Publishers inhaltlich mit einem James-Bond-Film verglichenes Action-Adventure fordert vom Spieler, sich in einer frei erkundbaren Stadt dem verrückten Wissenschaftler Dr. Devil und seiner Roboter-Armee zu stellen.                                                                |
| Top Agents                  | Notizen: - Entwickelt von Morgen Studios - Veröffentlicht von JoWooD          | Dieses vonseiten des Publishers inhaltlich mit einem James-Bond-Film verglichenes Action-Adventure fordert vom Spieler, sich in einer frei erkundbaren Stadt dem verrückten Wissenschaftler Dr. Devil und seiner Roboter-Armee zu stellen.                                                                |

### Kostenlose Werbespiele
Dem offiziellen Playmobil-Werbekatalog lagen Ende der 2000er mehrfach Disks bei, welche zusätzliches Werbematerial zu neuen Sets in digitaler Form enthielten. Meist waren dies Kurzfilme, Ausmalbilder oder eine Produktübersicht; obwohl sämtliche dieser Disks mit dem „Playmobil Interactive“-Label versehen waren, waren nur die folgenden tatsächlich Videospiele (erkennbar an der Altersfreigabe durch die USK anstatt der FSK):
| Titel                             | Details                                                | Kurzbeschreibung |
| --------------------------------- | ------------------------------------------------------ | --- |
| Ägypten entdecken mit Playmobil   | Systeme: - Windows 2000/XP/Vista – 2008 - MacOS – 2008 | Neben diversen Boni wie ausdruckbaren Bildern und Videos beinhaltet diese CD eine digitale Version des Spiels Senet, ein Quiz zum Thema Altes Ägypten und einen Hieroglyphen-Übersetzer.                                                                             |
| Ägypten entdecken mit Playmobil   | Notizen: - Veröffentlicht von geobra Brandstätter      | Neben diversen Boni wie ausdruckbaren Bildern und Videos beinhaltet diese CD eine digitale Version des Spiels Senet, ein Quiz zum Thema Altes Ägypten und einen Hieroglyphen-Übersetzer.                                                                             |
| Drachen – Abenteuer mit Playmobil | Systeme: - Windows XP/Vista – 2009 - MacOS – 2009      | In diesem Spiel beschränken sich die interaktiven Elemente auf das Hauptmenü (welches eine bewegliche Nachbildung des echten Drachenland-Sets darstellt) sowie ein Shooter-Minispiel, in dem gegnerische Ritter und Drachen mittels Zaubern abgewehrt werden müssen. |
| Drachen – Abenteuer mit Playmobil | Notizen: - Veröffentlicht von geobra Brandstätter      | In diesem Spiel beschränken sich die interaktiven Elemente auf das Hauptmenü (welches eine bewegliche Nachbildung des echten Drachenland-Sets darstellt) sowie ein Shooter-Minispiel, in dem gegnerische Ritter und Drachen mittels Zaubern abgewehrt werden müssen. |
| Top Agents                        | Systeme: - Windows XP/Vista/7 – 2010 - MacOS – 2010    | Der in einem Kurzfilm geschilderte Konflikt zwischen dem Spy Team und Dr. Devil kann in fünf verschiedenen Minispielen ausgetragen werden, welche auch als Browserspiele auf der offiziellen Playmobil-Website verfügbar waren.                                      |
| Top Agents                        | Notizen: - Veröffentlicht von geobra Brandstätter      | Der in einem Kurzfilm geschilderte Konflikt zwischen dem Spy Team und Dr. Devil kann in fünf verschiedenen Minispielen ausgetragen werden, welche auch als Browserspiele auf der offiziellen Playmobil-Website verfügbar waren.                                      |

### Sonstige
| Titel                          | Details                                                                                            | Kurzbeschreibung |
| ------------------------------ | -------------------------------------------------------------------------------------------------- | --- |
| Das Geheimnis der Pirateninsel | Systeme: - DVD – 2009                                                                              | Dieser interaktive Film erzählt die Geschichte der Geschwister Jack und Amelia auf ihrer Suche nach einer geheimnisvollen Pirateninsel. Der Spieler hat hierbei die Möglichkeit, zwischen Story-Sequenzen eigene Entscheidungen zu treffen und so die Handlung zu beeinflussen.                                   |
| Das Geheimnis der Pirateninsel | Notizen: - Entwickelt von Extra Large Technologies (XLT) - Veröffentlicht von geobra Brandstätter  | Dieser interaktive Film erzählt die Geschichte der Geschwister Jack und Amelia auf ihrer Suche nach einer geheimnisvollen Pirateninsel. Der Spieler hat hierbei die Möglichkeit, zwischen Story-Sequenzen eigene Entscheidungen zu treffen und so die Handlung zu beeinflussen.                                   |
| Playmobil World                | Systeme: - Browser – 2011 bis 2014                                                                 | Playmobil World war ein Onlinegame von Morgen Studios, das von Brandstätter vertrieben wurde. Als MMORPG wurde es für Kinder ab 8 Jahren entwickelt. Als spielbare Klassen standen Ritter, Zauberer und Elfen zur Verfügung. Moderatoren überwachten permanent die Spielwelt, die nur am Nachmittag geöffnet war. |
| Playmobil World                | Notizen: - Entwickelt von Morgen Studios - Veröffentlicht von geobra Brandstätter                  | Playmobil World war ein Onlinegame von Morgen Studios, das von Brandstätter vertrieben wurde. Als MMORPG wurde es für Kinder ab 8 Jahren entwickelt. Als spielbare Klassen standen Ritter, Zauberer und Elfen zur Verfügung. Moderatoren überwachten permanent die Spielwelt, die nur am Nachmittag geöffnet war. |
| Playmobil Circus               | Systeme: - Nintendo Wii – 2010                                                                     | Eine Minispiel-Sammlung im Party-Genre, mit der bis zu acht Spieler in einer Playmobil-Zirkuswelt gegeneinander antreten und mit der Bewegungssteuerung ihr Geschick beweisen können. Das Wii Balance Board wird zudem unterstützt.                                                                               |
| Playmobil Circus               | Notizen: - Entwickelt von Morgen Studios - Veröffentlicht von HMH Interactive                      | Eine Minispiel-Sammlung im Party-Genre, mit der bis zu acht Spieler in einer Playmobil-Zirkuswelt gegeneinander antreten und mit der Bewegungssteuerung ihr Geschick beweisen können. Das Wii Balance Board wird zudem unterstützt.                                                                               |
| Piraten                        | Systeme: - iOS – 2012 - Android – 2012                                                             | Ein Aufbau-Strategiespiel, in welchem Spieler über einen längeren Zeitraum ein eigenes Piratendorf verwalten und vor Gefahren wie untoten Skeletten schützen müssen. |
| Piraten                        | Notizen: - Entwickelt und veröffentlicht von Gameloft                                              | Ein Aufbau-Strategiespiel, in welchem Spieler über einen längeren Zeitraum ein eigenes Piratendorf verwalten und vor Gefahren wie untoten Skeletten schützen müssen. |
| Kaboom!                        | Systeme: - iOS – 2015 - Android – 2015                                                             | Dieses Shooter-Spiel mit AR-Elementen verwendet die Kanonen eines speziellen Playmobil-Piraten-Sets, welche mit Infrarotsensoren auf den Bildschirm eines Mobilgeräts gerichtet werden können, um digital auf gegnerische Piratenschiffe zu zielen.                                                               |
| Kaboom!                        | Notizen: - Entwickelt von EyeCue Vision Technologies Ltd. - Veröffentlicht von geobra Brandstätter | Dieses Shooter-Spiel mit AR-Elementen verwendet die Kanonen eines speziellen Playmobil-Piraten-Sets, welche mit Infrarotsensoren auf den Bildschirm eines Mobilgeräts gerichtet werden können, um digital auf gegnerische Piratenschiffe zu zielen.                                                               |